# Estadio Municipal de São Luiz do Anauá
El Estadio Municipal de São Luís do Anauá pertenece a la municipalidad de São Luís do Anauá, en Roraima. Tiene capacidad para 1.500 personas. El Real, equipo de la ciudad, juega como local en este estadio.